# LIGO
Observatório de Ondas Gravitacionais por Interferômetro Laser (em inglês:  Laser Interferometer Gravitational-Wave Observatory - LIGO) é um projeto fundado em 1992 por Kip Thorne e Ronald Drever do Instituto de Tecnologia da Califórnia (Caltech) e Rainer Weiss da Instituto de Tecnologia de Massachusetts (MIT). Ele é patrocinado pela National Science Foundation (NSF). Com um custo de 365 milhões de dólares (em 2002). É o maior e mais ambicioso projeto da NSF. Um grupo internacional de 900 cientistas de cerca de 40 instituições trabalha analisando os dados do LIGO.
Sua missão principal é observar ondas gravitacionais de origem cósmica. Estas ondas foram primeiro previstas na Teoria Geral da Relatividade, por Einstein em 1916, mas na época a tecnologia necessária a sua detecção não existia ainda. Pelos anos 1970, alguns cientistas, incluindo Rainer Weiss, demonstraram a possibilidade de utilizar interferômetros laser para medir ondas gravitacionais.
LIGO começou a operar em 2002 mas teve o seu funcionamento finalizado em 2010 devida a perda de investidores. Emissões detectáveis de ondas gravitacionais são esperadas de sistemas binários (colisões de estrelas de nêutrons ou de buracos negros), supernovas de estrelas massivas, rotação de estrelas de nêutrons deformadas e remanescentes da radiação gravitacional criada no começo do Universo.
O observatório LIGO, pode em teoria, também observar outros fenômenos gravitacionais exóticos. Físicos acreditam que a tecnologia está num ponto onde a detecção de ondas gravitacionais de interesse significativo para a astrofísica é possível. LIGO opera dois observatórios em sincronia, um em Livingston, Louisiana (30°29′55″N, 90°44′54″W) e outro na Reserva Nuclear Hanford, localizada perto de Richland, Washington (46°27′28″N, 119°24′35″W). Os dois locais estão separados por 3 002 quilômetros, distância que corresponde a 10 milissegundos na chegada da onda. Isso, em tese, permitirá, por triangulação, descobrir a origem de uma onda no espaço.
Em 11 de fevereiro de 2016, o projeto LIGO anunciou a detecção de ondas gravitacionais a partir do sinal encontrado às 09h51 UTC de 14 de setembro de 2015 de dois buracos negros com cerca de 30 massas solares em processo de fusão, a 1,2 bilhão de anos-luz da Terra. Detecções feitas entre 30 de novembro de 2016 e 25 de agosto de 2017 registraram um número total de fusões de buracos negros em 10. Em particular, uma fusão identificada em 29 de julho de 2017 aconteceu a 9 bilhões de anos-luz da Terra, e envolveu buracos negros com 50 e 34 vezes a massa do sol.
Em 3 de outubro de 2017, o Prémio Nobel de Física foi atribuído a Rainer Weiss, Barry Barish e Kip Thorne "por contribuições decisivas para o detector LIGO e a observação de ondas gravitacionais". Até o final de 2018, seus detectores, localizados em Washington, Louisiana e Itália, haviam captado 11 ondas gravitacionais no total. Em 25 de abril de 2019, o LIGO observou uma coalescência binária compacta com uma relação sinal / ruído de 12,9. Observações confirmaram que o evento era provavelmente o resultado da fusão de duas estrelas de nêutrons.
O LIGO também começou a construir outro observatório de ondas gravitacionais a cerca de 480 quilômetros a leste de Mumbai, na Índia, que deve entrar em operação em 2025. Começando em 2024, o detector acelerado, conhecido como "Advanced LIGO Plus", irá lidar com uma regra quântica, o princípio da incerteza de Heisenberg, para melhorar a capacidade da máquina de detectar ondulações no espaço-tempo.

## Observações
LIGO e Virgo provavelmente viram o primeiro buraco negro engolindo uma estrela de nêutrons.
Os cientistas publicaram em 2020 seu segundo Catálogo Aberto de Ondas Gravitacionais (2-OGC). Além de afirmar as dez fusões binárias conhecidas de buracos negros e uma fusão binária de estrelas de nêutrons, elas também distinguem quatro candidatos promissores à fusão de buracos negros, que foram perdidos ao iniciar a análise LIGO / Virgo.

## Características das medições
Em 2016 o LIGO conseguia realizar medições de ondas gravitacionais no espectro entre 20 hertz e 5 kHz. Os principais ruídos que interagem com as medições são a freada muito forte de um veículo motorizado nas proximidades, o som de um avião, o ruído sísmico em baixa frequência, o ruído quântico da luz, o movimento browniano.